# クリクスス

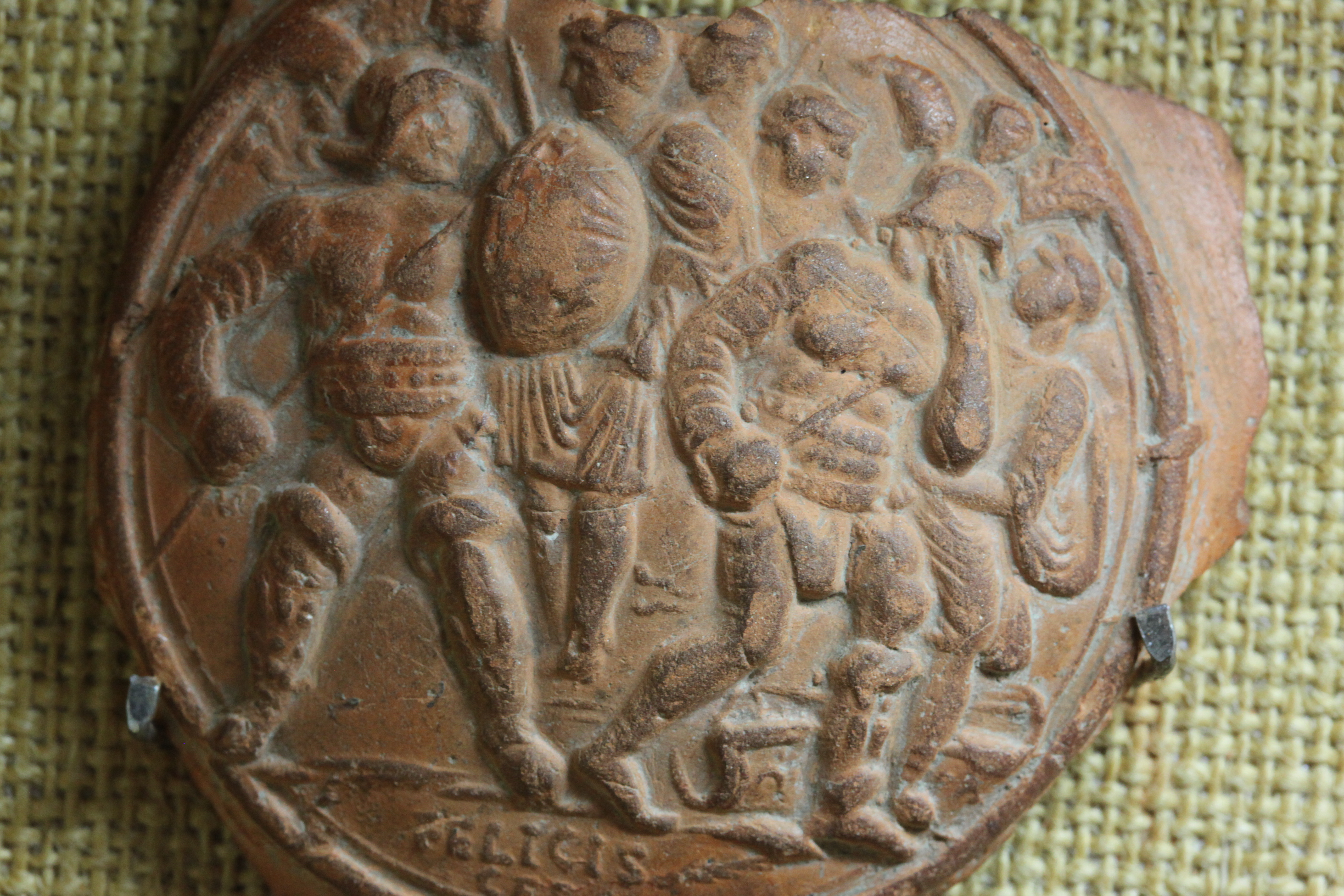
剣闘士を描いた古代の陶器。
ガロ・ロマン文明博物館蔵。

クリクスス（ラテン語：Crixus、生年不詳 - 紀元前72年）は共和政ローマ時代の剣闘士で第三次奴隷戦争（スパルタクスの反乱）の反乱軍指導者の一人。紀元前73年にスパルタクス、オエノマウスとともにカプアの養成所を脱走してローマに対する反乱を起こし、数度にわたって討伐軍を撃退した。紀元前72年に反乱軍が北上を開始するとスパルタクスと分離して別行動をとり、執政官の率いるローマ軍団と戦って敗死した。スパルタクスはクリクススの追悼のためにローマ人の捕虜に剣闘士試合をさせて犠牲に捧げた。クリクソスとも日本語表記される。

## 生涯

### 蜂起

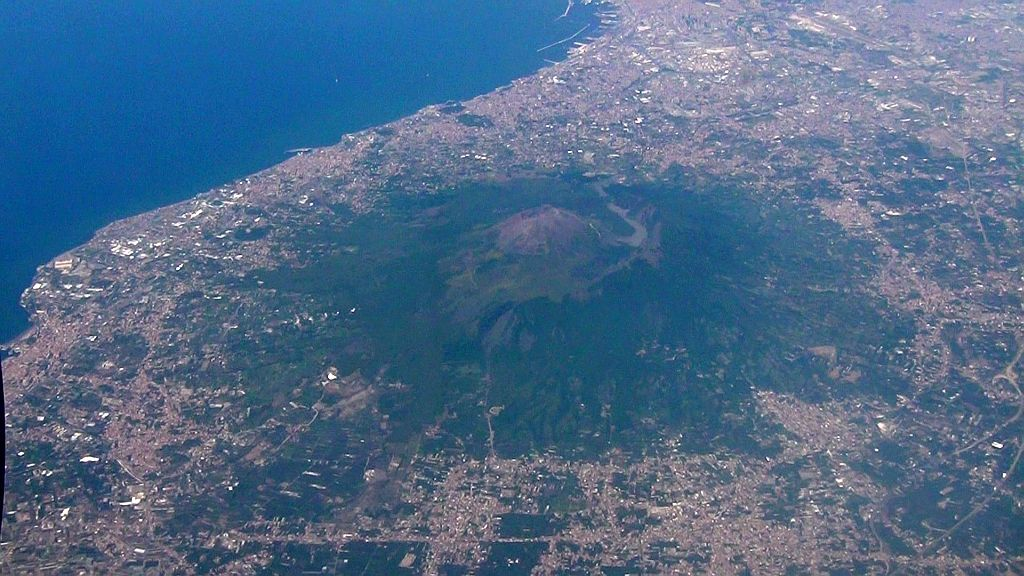
剣闘士たちが立て籠もったヴェスヴィウス山。

クリクススはガリア人であり、何らかの理由でローマの奴隷となり、南イタリアのカンパニア地方のカプアにある興行師（ラニスタ）レントゥルス・バティアトゥスが所有する剣闘士養成所に属した。剣闘士は戦争捕虜か罪人、そして反抗的なために主人に売り飛ばされた奴隷が多かった。強い剣闘士は富と名声を得ることができたが、その社会的地位は売春婦と同様とみられ、奴隷の中でも最下等の者たちと蔑まれた。クリクススの蜂起以前の経歴や剣闘士としての戦歴について古典史料は何も言及していない。
バティアトゥス養成所にはガリア人とトラキア人が多く所属していたが、興行師は邪な考えをもって彼らをひとつところに押し込んでいた。紀元前73年、バティアトゥス養成所の剣闘士約200人が脱走を計画したが、密告によって露見したため、剣闘士たちは台所道具（包丁や火串）を武器に脱走を強行し、およそ70人の剣闘士が養成所を逃げ出すことに成功した。逃亡の途中で剣闘士用の武器を積んだ荷馬車数台と出くわした彼らはこれを襲って武器を手に入れ、ヴェスヴィウス山に立て籠もった。
剣闘士たちはガリア人のクリクススとオエノマウスそしてトラキア人のスパルタクスを指導者に選んだ。古代の歴史家アッピアヌスはスパルタクスが指導者であり、他の二人はその部下であるとしているが、リウィウスやオロシウスは三人は同等の指導者であったことを示唆している。
剣闘士たちは周辺の農場を略奪し、彼らに合流する奴隷もいて逃亡奴隷の集団はその数を増やしていった。カプアからの討伐隊が差し向けられたが撃退されて武具を奪われ、逃亡奴隷たちは持っているだけで不名誉な剣闘士の武器を捨ててローマ軍の武具を装備した。当初、元老院はこれを反乱ではなく、盗賊の類と考えており、その討伐に法務官のグラベルを派遣した。グラベルの討伐軍は数で反乱軍に勝っていたが、正規のローマ軍団ではなく適当に駆り集められた寄せ集めに過ぎなかった。グラベルはヴェスヴィウス山を包囲して糧道を絶ち、逃亡奴隷たちが飢えて降伏するのを待ったが、スパルタクス、クリクススそしてオエノマウスの率いる反乱軍は奇襲をかけて、グラベルの討伐軍を殲滅した。
元老院は法務官ウァリニウス率いる第二の討伐軍を派遣したが、これも撃退された。これらの勝利によって反乱軍は7万人にまで膨れ上がり、ノーラ、ノチェーラ、トゥリそしてメタポントゥムを襲撃し、南イタリアで冬営に入った。指導者の一人のオエノマウスは初期の戦闘で戦死している。

### スパルタクスからの分離と敗北

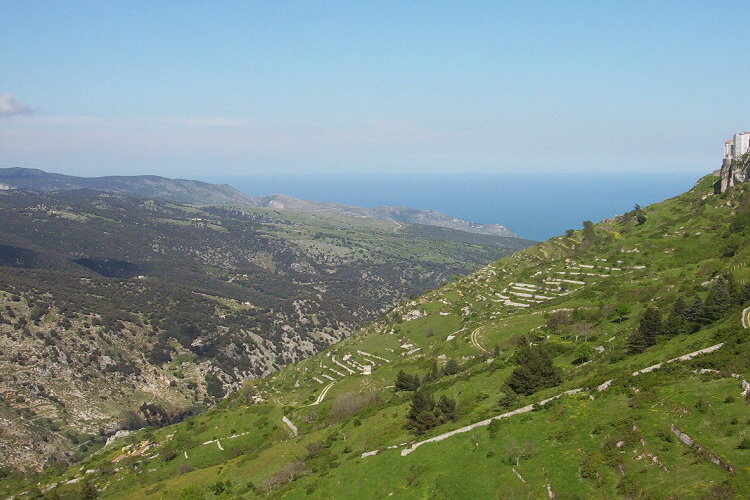
クリクススが最後の戦いを行ったガルガーノの高地。

翌紀元前72年に反乱軍は北上を開始した。プルタルコスはアルプスを越えて奴隷たちを故郷へ帰すことが反乱軍の目的であったとし、一方、アッピアヌスやフロルスはローマ進軍が彼らの目的であったとしている。この際にクリクススは約3万人の集団を引き連れてスパルタクスとは別行動をとった。
ドイツのモムゼンやソ連のA・W・ミシューリンをはじめとする近現代の多くの研究者がスパルタクス派とクリクスス派とに反乱軍が分裂したとしている。逃亡奴隷の一部がアルプスを越えて脱出するよりもイタリアを略奪することを望んでいたとプルタルコスも述べており、彼は分離した集団を「傲慢さと無思慮によって、スパルタクスの本隊から離れたゲルマン人」と記している。紀元前1世紀の歴史家サッルスティウスの著作にはクリクスス派の人々は「敵に向かって進み、戦うことを欲した」との記述がある。
スパルタクスとクリクススが分離した原因については大まかに三つの立場があり、第一の立場は奴隷の故国帰還を計画するスパルタクスに対して、クリクススの集団はイタリアに留まり、略奪と復讐を続けることを望んだとする説である。第二の立場はドイツの歴史家モムゼンや西ドイツの古代史家フォークトなどが述べたもので、不和の原因を民族＝種族対立に求め、トラキア人（ヘレニズム的バルバロイ）のスパルタクスの集団とケルト＝ゲルマンのクリクススの集団とに分裂が生じたとする説である。第三の立場はA・W・ミシューリンが提唱し主にソ連の史家が支持した解釈で、不和の原因を社会的背景に求めるものであり、奴隷とこの反乱に参加した貧農との間に戦争目的を巡って立場の相違が生じ、イタリアに留まって土地の再分配の実現を求める貧農がクリクススに従ったとしている。
クリクススの名誉欲やスパルタクスに対する不信感といった個人的な感情を動機に挙げる研究者もいる。第二次世界大戦後になって、これまで通説となっていたスパルタクスとクリクススとの不和＝不統一による分裂は存在せず、地域の分担による別行動に過ぎなかったとする説や両者に不和はあっても基本方針的なものではなく、反ローマ闘争の戦術的なものだったとする説も提起されている。自由農民の反乱参加を重視する研究者はスパルタクスの故国帰還計画に反対するクリクススはイタリアに生れて故国の記憶を喪失した奴隷や自由農民から支持を受けていたと想定している。
グラベルおよびウァリニウス両法務官の敗北に危機感を持った元老院はその年の執政官であったレントゥルスとゲッリウスの率いるローマ軍団を派遣した。ゲッリウスの軍団はイタリア南東部のアプリア地方のガルガヌス山麓（現在のガルガーノ）でクリクススの率いていた反乱軍30,000と戦った。この戦いについてはサッルスティウスの著作"Historiae"に若干の記述があり、数に劣るゲッリウスの軍団は高地に二列の戦列を組んで敵を待ち構え、クリクススがこれを攻撃したという。クリクススは兵を率いて丘に陣取るローマ軍に3度突撃したが突破できず、4度目の突撃で戦死した。クリクスス軍は壊滅し、反乱兵の3分の2が殺された。この戦いには後にカエサルの政敵となる若き小カトーも従軍しており、戦勝を悦んだゲッリウスは部将の小カトーにも褒賞を与えようとしたが、彼はこれを固辞したという。
その後、スパルタクスはレントゥルスおよびゲッリウスの軍団を連破して北イタリアに到達した。ここで、スパルタクスは戦死したクリクススの霊を弔うためにローマ兵の捕虜300人に死に至るまで剣闘士試合をさせ犠牲に捧げた。このスパルタクスの行為については、かつて剣闘士としてローマ人の慰みに闘わされたことへの復讐とする見方が一般的だが、スパルタクスの故国トラキアの故人に犠牲を捧げる葬儀慣行に則りとり行われたものであったとする説もある。
スパルタクスは何らかの理由によってアルプス越えを行わず、軍を反転させて再び南イタリアへと向かった。翌紀元前71年にスパルタクスの反乱軍はクラッススの軍団によってイタリア半島南端部に押し込められた。スパルタクスは決戦を挑んで敗れて戦死し、反乱軍は全滅した。